# Sonab
Sonab var ett svenskt företag som främst tillverkade högtalare. Sonab var också känt under varumärket Carlsson. Många av företagets högtalarkonstruktioner anses vara klassiker även internationellt, men den avancerade designen gjorde högtalarna dyra att tillverka och företaget var ekonomiskt ingen framgång.

## Historia
Stig Carlsson började konstruera högtalare på 1950-talet. År 1966 grundade han företaget Sonab. I slutet av 1960-talet hamnade Sonab i akut ekonomisk kris och togs 1969 över av Statsföretag. Statsföretag gav Stig Carlsson rejäla forskningsresurser och efter ett par år kunde 1970-talsserien presenteras. År 1974 gick AGA samman med Sonab och bildade Sonab Communications, men 1978 lade Statsföretag ner företaget, detta sedan man förlorat hundra miljoner kronor på att utan ekonomisk framgång tillverka och sälja mobiltelefoner för mobiltelefonisystem D. Varumärket Sonab togs över av SRA.
Förutom högtalarna marknadsfördes även förstärkare, radiomottagare, bandspelare, skivspelare och cd-spelare under varumärket Sonab, men dessa tillverkades av andra företag.

## Några modeller
- LOAS 1011 (Carlsson, 1953)
- OA-6 (mitten av 1960-talet. OA står för Ortho Acoustic, 6 anger antalet inbyggda högtalarelement)
- Sonab OA-5 Typ I (1966)
- Sonab OA-4 Typ I
- Sonab OA-6 Typ II (1970)
- Sonab OA-12 (1973)
- Sonab OA-14 (1973)
- Sonab OD-11 (1974) – också känd under namnet "Kuben"
- Sonab OA-116 (1975)